# Hirtella duckei
Hirtella duckei är en tvåhjärtbladig växtart som beskrevs av Huber. Hirtella duckei ingår i släktet Hirtella och familjen Chrysobalanaceae. Inga underarter finns listade i Catalogue of Life.